# Mariana Fabbiani
Mariana Paula Fabbiani (Buenos Aires, 8 de enero de 1975) es una exmodelo, actriz y presentadora de radio y televisión argentina. Fue conductora de los programas de Canal 13 El diario de Mariana (2013-2019 y desde 2023 en América TV), Mamushka y Lo de Mariana.
Por su trayectoria como conductora ha sido distinguida con cuatro Premios Martín Fierro (2007, 2011, 2015 y 2016) y el evento de Teletón, Un sol para los chicos. Es la presentadora que más veces ha conducido los Premios Martín Fierro y junto a Guido Kaczka, conforma la pareja que más veces ha conducido la gala.

## Trayectoria
Hija de la actriz y cantante Silvia Mores y de Alfredo Fabbiani, dueño de un establecimiento rural en la provincia de Corrientes, su abuelo fue el músico y compositor Mariano Mores, su abuela la actriz y cantante Myrna Mores, su tía abuela la cantante Margot Mores y sus tíos los actores y cantantes de tango Nito Mores y Claudia Mores.
Comienza como modelo publicitaria en su país natal, Argentina, trabajando también para Chile y México en 1988. En 1993 protagonizó el video musical de la canción «Suave» junto a Luis Miguel. Comenzó su carrera en la televisión en 1994 como actriz en Son de diez y en 1996 hace apariciones en Mi familia es un dibujo y Montaña rusa. 
Junto a Raúl Portal condujo el programa de entretenimiento Perdona nuestros pecados (PNP), transmitido de 1997 a 1998 por El trece y de 1999 a 2001 por Telefe.
En 2000 condujo el programa de radio: Panic Attack, junto a Mex Urtizberea y Maju Lozano en FM Supernova en el horario central de 13 a 15.
Entre 2000 y 2001 protagonizó una obra de teatro llamada Cenicienta. La historia continúa un musical infantil.
En 2002, El trece la convoca para conducir un programa de variedades dirigido a un público femenino e infantil, Mariana de casa junto al cocinero Martiniano Molina. En ese programa también cantaba, y sacó un disco de música del programa con canciones cantadas por ella. Ese año además el programa se presenta en el teatro con una obra dirigida al público infantil que la tiene a Mariana como protagonista y a los muñecos del programa como parte del elenco.
En 2004 condujo El ojo cítrico (un programa similar a PNP) junto a Luis Rubio (el autor e intérprete del futbolista Éber Ludueña) en El Trece y producido por Gastón Portal. Ese año también trabajó como actriz, tuvo apariciones en la novela Los pensionados en ese mismo canal.
En 2005, América TV la convocó para conducir RSM (El resumen de los medios), producido por Gastón Portal.
En 2006, Telefe la llamó para hacer su primer protagónico en una ficción y para conducir diferentes programas de televisión, como así también El trece. 
En 2013, Mariana vuelve a la televisión, pero esta vez en El trece, como conductora del programa "El artista del año". 
En el mismo año, luego de finalizar el programa "El artista del año" inició un programa político reemplazando a Dale la tarde, llamado El diario de Mariana, que se emitía por las tardes en El trece.
En 2020, Mariana condujo y persentaba un programa de entretenimientos Mamushka por El trece. En abril de 2021, se estrena un magazine matutino Lo de Mariana.
En mayo de 2023, volvió apostar al canal América TV con El diario de Mariana, por lo que hacía muchos años en eltrece.

## Controversias
Entre el 4 de octubre y el 13 de diciembre de 2017, el gobierno de Vidal pagó la suma de casi 5,6 millones de pesos a la empresa More Televisión SA, propiedad del marido de Mariana Fabbiani, Mariano Chihade. Los pagos se realizaron con fondos del Tesoro del Gobierno, y también del Instituto Provincial de Lotería y Casinos de la Provincia de Buenos Aires, cada uno por un monto equivalente a $70.000. Al mismo tiempo se descubrió que Vidal pagó a la productora y al programa de Fabbiani para mostrar la detención de un diputado opositor.

## Modelo
- 1992: Numerosas publicidades en México, Chile y Argentina.
- 1993: Video musical con Luis Miguel, Suave. Filmado en Acapulco.
- Desde 1998 es la cara de la empresa Garbarino en todas sus publicidades televisivas, radiales y gráficas.
- 1999: Campaña gráfica del Casino de San Luis.
- Conducción de varios eventos empresariales (Colgate, Nivea, BNL y Georgalos).
- 2004: Comerciales de TV Sensodyne y Revlon.
- 2010: Comerciales de Falabella.

## Videos musicales
| Año  | Artista musical | Canción | País   |
| ---- | --------------- | ------- | ------ |
| 1993 | Luis Miguel     | «Suave» | México |

## Directora
- 2017-2022: Los 15 mejores (Ranking musical y contenidos de Artear y Quiero música en mi idioma).

## Discografía
- 2000: Cenicienta... La historia continúa - EMI
- 2002: Mariana de casa

## Filmografía

### Programas de televisión
| Año                        | Programa                      | Rol                       | Canal                                         |
| -------------------------- | ----------------------------- | ------------------------- | --------------------------------------------- |
| 1997 - 2001                | PNP, Perdona nuestros pecados | Copresentadora            | El Trece (1997-1998), Telefe (1999-2001)      |
| 1998                       | Móvil 13                      | Copresentadora            | El Trece                                      |
| 2002 - 2003                | Mariana de casa               | Presentadora              | El Trece                                      |
| 2004                       | El ojo cítrico                | Copresentadora            | El Trece                                      |
| 2005 - 2011                | RSM, El resumen de los medios | Presentadora              | América TV                                    |
| 2013                       | El artista del año            | Presentadora              | El trece                                      |
| 2013 - 2019, 2023-presente | DDM, El diario de Mariana     | Presentadora              | El trece (2013-2019), América (2023-presente) |
| 2015                       | Bailando 2015                 | Jurado de reemplazo       | El trece                                      |
| 2020 - 2021                | Mamushka                      | Presentadora              | El trece                                      |
| 2021                       | Lo de Mariana                 | Presentadora              | El trece                                      |
| 2025                       | LAM                           | Presentadora de reemplazo | América                                       |

### Ficciones
| Año         | Ficción                 | Rol                           | Canal      |
| ----------- | ----------------------- | ----------------------------- | ---------- |
| 1994        | Son de diez             | Lorena Díaz                   | El Trece   |
| 1996        | Mi familia es un dibujo | Jimena                        | Telefe     |
| 1996        | Montaña rusa            | María José                    | El trece   |
| 1997        | Archivo negro           | Fabiana                       | El trece   |
| 2000        | Por ese palpitar        | Carolina                      | América TV |
| 2004        | Los pensionados         | Adriana                       | El trece   |
| 2006 - 2008 | Ran15                   | Guadalupe "Lupita" Goldenberg | América TV |
| 2018        | El host                 | Libi                          | FOX        |

### Cine
| Año  | Película | Personaje | Notas                  |
| ---- | -------- | --------- | ---------------------- |
| 2007 | El arca  | Miriam    | Doblaje para Argentina |

### Galas
- Premios Martín Fierro 2006 (2007). Copresentadora.
- Premios Martín Fierro 2008 (2009). Copresentadora.
- Premios Tato 2011 (2011). Copresentadora.
- Premios Martín Fierro 2011 (2012). Copresentadora.
- Premios Tato 2012 (2012). Presentadora.
- Un sol para los chicos 2013 (2013). Presentadora.
- Premios Tato 2013 (2013). Copresentadora.
- Premios Martín Fierro 2013 (2014). Copresentadora.
- Premios Martín Fierro 2014 (2015). Copresentadora.
- Premios Martín Fierro 2015 (2016). Copresentadora.
- Un sol para los chicos 2016 (2016). Presentadora.
- Premios Martín Fierro 2016 (2017). Copresentadora.
- Un sol para los chicos 2017 (2017). Presentadora.
- Un sol para los chicos 2018 (2018). Presentadora.
- Un sol para los chicos 2019 (2019). Presentadora.
- Unidos por Argentina (2020). Presentadora.
- Un sol para los chicos 2020 (2020). Presentadora.

## Premios

### Premios Martín Fierro
| Año  | Categoría                 | Trabajo Nominado         | Resultado | Ref.   |
| ---- | ------------------------- | ------------------------ | --------- | ------ |
| 2003 | Mejor conducción femenina | Mariana de casa          | Nominada  | [ 8 ]  |
| 2005 | Mejor conducción femenina | El ojo cítrico           | Nominada  | [ 9 ]  |
| 2006 | Mejor conducción femenina | El resumen de los medios | Nominada  | [ 10 ] |
| 2007 | Mejor conducción femenina | El resumen de los medios | Ganadora  | [ 11 ] |
| 2008 | Mejor conducción femenina | El resumen de los medios | Nominada  | [ 12 ] |
| 2009 | Mejor conducción femenina | El resumen de los medios | Nominada  | [ 13 ] |
| 2011 | Mejor conducción femenina | El resumen de los medios | Ganadora  | [ 14 ] |
| 2014 | Mejor conducción femenina | El diario de Mariana     | Nominada  | [ 15 ] |
| 2015 | Mejor conducción femenina | El diario de Mariana     | Ganadora  | [ 16 ] |
| 2016 | Mejor conducción femenina | El diario de Mariana     | Ganadora  | [ 17 ] |
| 2017 | Mejor conducción femenina | El diario de Mariana     | Nominada  | [ 18 ] |
| 2024 | Mejor conducción femenina | El diario de Mariana     | Nominada  |        |

## Vida personal
En 1994 comenzó una relación con el productor Gastón Portal, hijo de Raúl Portal. Se casaron en 2003 y se divorciaron en 2005.
Desde 2006 está en pareja con el productor Mariano Chihade con quien tiene dos hijos, Matilda, nacida en 2010, y Máximo, nacido en 2014.